# Cantó de Puègmiròl
El cantó de Puègmiròl és un cantó francès del departament d'Òlt i Garona, situat al districte d'Agen. Té 10 municipis i el cap és Puègmiròl.

## Municipis
- Castelculhèr
- Clarmont Sobiran
- Graissas
- Lafox
- Puègmiròl
- Sant Caprasi de l'Èrm
- Sant Joan de Thurac
- Sant Pèire de Clairac
- Sant Róman lo Nòble
- Sent Orsesi

## Història
| Data d'elecció                           | Identitat    | Partit                     | Qualitat |
| ---------------------------------------- | ------------ | -------------------------- | -------- |
| 1976-1994                                | Michel Fauré | RPR                        |          |
| 1994-                                    | Marc Boueilh | Divers droite, després UMP |          |
| les dades anteriors no són pas conegudes |              |                            |          |
|                                          |              |                            |          |

## Demografia
| 1962  | 1968  | 1975  | 1982  | 1990  | 1999  | 2006  |
| ----- | ----- | ----- | ----- | ----- | ----- | ----- |
| 3.625 | 3.880 | 4.080 | 4.646 | 5.447 | 6.011 | 7.192 |